# Пак Чан Сун
Пак Чан Сун (кор. 박장순; нар. 10 квітня 1968, Порьон, Південна провінція Чхунчхон) — південнокорейський борець вільного стилю,  чемпіон світу, переможець та бронзовий призер чемпіонатів Азії, чемпіон та бронзовий призер Азійських ігор, срібний призер Кубку світу, чемпіон та дворазовий срібний призер Олімпійських ігор.

## Біографія
Виступав за спортивний клуб «Самсун Лайф» із Сеула.

## Виступи на Олімпіадах
| Змагання                    | Збірна         | Вагова категорія | Місце  |
| --------------------------- | -------------- | ---------------- | ------ |
| Літні Олімпійські ігри 1988 | Південна Корея | 68 кг            | Срібло |
| Літні Олімпійські ігри 1992 | Південна Корея | 74 кг            | Золото |
| Літні Олімпійські ігри 1996 | Південна Корея | 74 кг            | Срібло |

На літніх Олімпійських іграх 1988 року в рідному Сеулі став віце-чемпіоном, поступившись у фіналі радянському борцеві Арсену Фадзаєву.
На літніх Олімпійських іграх 1992 року в Барселоні виграв золоту медаль, подолавши у фіналі Кеннета Дейла «Кенні» Мондея (англ. Kenneth Dale "Kenny" Monday) зі Сполучених Штатів Америки.
На літніх Олімпійських іграх 1996 року в Атланті виграв другу срібну олімпійську нагороду, поступившись у фіналі російському борцеві Бувайсару Сайтієву.

## Виступи на Чемпіонатах світу
| Змагання                        | Збірна         | Вагова категорія | Місце  |
| ------------------------------- | -------------- | ---------------- | ------ |
| Чемпіонат світу з боротьби 1987 | Південна Корея | 68 кг            | 6      |
| Чемпіонат світу з боротьби 1991 | Південна Корея | 74 кг            | 5      |
| Чемпіонат світу з боротьби 1993 | Південна Корея | 74 кг            | Золото |

На чемпіонаті світу 1993 року в Торонто (Канада) завоював золоту медаль, перемігши у фіналі Девіда Шульца зі Сполучених Штатів Америки.

## Виступи на Чемпіонатах Азії
| Змагання                       | Збірна         | Вагова категорія | Місце  |
| ------------------------------ | -------------- | ---------------- | ------ |
| Чемпіонат Азії з боротьби 1989 | Південна Корея | 68 кг            | Бронза |
| Чемпіонат Азії з боротьби 1996 | Південна Корея | 74 кг            | Золото |

## Виступи на Азійських іграх
| Змагання           | Збірна         | Вагова категорія | Місце  |
| ------------------ | -------------- | ---------------- | ------ |
| Азійські ігри 1990 | Південна Корея | 68 кг            | Золото |
| Азійські ігри 1994 | Південна Корея | 74 кг            | Бронза |

## Виступи на Кубках світу
| Змагання                    | Збірна         | Вагова категорія | Місце  |
| --------------------------- | -------------- | ---------------- | ------ |
| Кубок світу з боротьби 1991 | Південна Корея | 74 кг            | Срібло |

## Виступи на інших змаганнях
| Змагання                           | Збірна         | Вагова категорія | Місце  |
| ---------------------------------- | -------------- | ---------------- | ------ |
| Гран-прі Німеччини з боротьби 1990 | Південна Корея | 68 кг            | Золото |